# Лицинијан
Јулије Валенс Лицинијан био је римски узурпатор током 250. године. 
Лицинијан је био сенатор који је покушао да се стави на чело покрета против Деција Трајана у часу када је овај водио рат против Гота. Ипак, Валеријан је остао у Италији, по наређењу Деција Трајана, да спречи овакве устанке. У случају Лицинијановог устанка, Валеријан није имао озбиљних тешкоћа. 
Лицинијана не треба мешати са Лицинијем, римским царем од 308. до 324. године.